# Polska Liga Futbolu Amerykańskiego 2008
Polska Liga Futbolu Amerykańskiego w sezonie 2008 – trzecia edycja rozgrywek ligowych futbolu amerykańskiego w Polsce, po raz pierwszy złożona z dwóch klas rozgrywkowych. Jej triumfator otrzyma tytuł Mistrza Polski. Do rywalizacji przystąpiło 8 drużyn w najwyższej klasie oraz 9 drużyn podzielonych na 3 dywizje w drugiej klasie rozgrywek. Rozgrywki toczone są systemem "wiosna-jesień". W sezonie zasadniczym drużyny rozegrały po jednym meczu systemem "każdy z każdym" (bez rewanżu). Zespoły z miejsc 1-4 awansowały do fazy playoff, zespół z 8. miejsca spadł bezpośrednio do PLFA II, zaś ekipa, która zajęła 7. miejsce, zagrała baraż o pozostanie w lidze z wicemistrzem PLFA II. Organizatorem i zarządcą rozgrywek PLFA był Polski Związek Futbolu Amerykańskiego.

## PLFA I

### Tabela po fazie zasadniczej
| Miejsce | Zespół           | Z | P | PKT | PCT   | PZ  | PS  |
| 1.*     | Pomorze Seahawks | 6 | 1 | 12  | 0.857 | 206 | 90  |
| 2.*     | Warsaw Eagles    | 5 | 2 | 10  | 0.714 | 146 | 70  |
| 3.*     | The Crew Wrocław | 4 | 3 | 8   | 0.571 | 180 | 71  |
| 4.*     | Devils Wrocław   | 4 | 3 | 8   | 0.571 | 121 | 91  |
| 5.      | Husaria Szczecin | 4 | 3 | 8   | 0.571 | 116 | 132 |
| 6.      | Silesia Miners   | 3 | 4 | 6   | 0.429 | 138 | 116 |
| 7.      | Kozły Poznań     | 2 | 5 | 4   | 0.286 | 54  | 159 |
| 8.      | Kraków Tigers    | 0 | 7 | 0   | 0.000 | 29  | 261 |

Legenda: * - awans do playoff, Z - zwycięstwa, P - porażki, PKT - zdobyte punkty, PCT - procent zwycięstw, PZ - punkty zdobyte, PS - punkty stracone

### Faza play-off

#### Półfinały
4.10 Warsaw Eagles 8-7 The Crew Wrocław
5.10 Pomorze Seahawks 24-20 Devils Wrocław

#### Finał
18.10 Pomorze Seahawks 14-26 Warsaw Eagles

### Medaliści
1. Zwycięzcą Polish Bowl III oraz całego sezonu 2008 Polskiej Ligi Futbolu Amerykańskiego została drużyna Warsaw Eagles.
2. Pomorze Seahawks
3. The Crew Wrocław, Devils Wrocław

### Nagrody indywidualne
- WBJ Najbardziej wartościowy zawodnik ligi: Sebastian Krzysztofek (Seahawks)
- Najbardziej wartościowy zawodnik ofensywny: Sebastian Krzysztofek (Seahawks)
- Najbardziej wartościowy zawodnik defensywny: Michał Garbowski (Seahawks)
- Najlepszy quaterback: Maciej Siemaszko (Seahawks)
- Najlepszy receiver: Jakub Zduń (Eagles)
- Najlepszy running back: Jakub Płaczek (The Crew)
- Najlepszy linebacker: Michał Garbowski (Seahawks)
- Najlepszy defensive back: Mateusz Grzędziński (The Crew)
- Najlepszy zawodnik linii defensywnej: Bartosz Kalejta (Husaria)
- Najlepszy returner: Rafał Datka (Miners)
- Najlepszy placekicker: Kamil Ruta (The Crew)
- Najlepszy punter: Michał Studziński (Kozły)
- Najlepsza linia ofensywna według Medical Sports: The Crew

## PLFA II

### Drużyny

#### Dywizja Północna
1. Białystok Lowlanders
2. Mustangs Płock
3. Warsaw Spartans

#### Dywizja Południowa
1. Kraków Knights
2. Torpedy Łódź
3. Zagłębie Steelers

#### Dywizja Zachodnia
1. Fireballs Wielkopolska
2. Bielawa Owls
3. Red Bulls Luboń

### Tabele po fazie zasadniczej

#### Dywizja Północna
| Miejsce | Zespół               | Z | P | PKT | PCT   | PZ  | PS  |
| 1.*     | Białystok Lowlanders | 5 | 1 | 10  | 0.833 | 191 | 69  |
| 2.      | Warsaw Spartans      | 2 | 4 | 4   | 0.333 | 90  | 198 |
| 3.      | Mustangs Płock       | 2 | 4 | 4   | 0.333 | 97  | 152 |

Pozytywny bilans bezpośrednich pojedynków pomiędzy Spartans a Mustangs zadecydował o kolejności w tabeli.

#### Dywizja Południowa
| Miejsce | Zespół            | Z | P | PKT | PCT   | PZ  | PS  |
| 1.*     | Kraków Knights    | 4 | 2 | 8   | 0.667 | 149 | 98  |
| 2.*     | Torpedy Łódź      | 2 | 4 | 4   | 0.333 | 112 | 110 |
| 3.      | Zagłębie Steelers | 2 | 4 | 4   | 0.333 | 128 | 150 |

Torpedy Łódź uzyskały awans poprzez dziką kartę.

#### Dywizja Zachodnia
| Miejsce | Zespół                 | Z | P | PKT | PCT   | PZ  | PS  |
| 1.*     | Fireballs Wielkopolska | 6 | 0 | 12  | 1.000 | 237 | 74  |
| 2.      | Bielawa Owls           | 2 | 4 | 4   | 0.333 | 100 | 173 |
| 3.      | Red Bulls Luboń        | 2 | 4 | 4   | 0.333 | 89  | 169 |

Legenda: * - awans do playoff, Z - zwycięstwa, P - porażki, PKT - zdobyte punkty, PCT - procent zwycięstw, PZ - punkty zdobyte, PS - punkty stracone

### Faza play-off

#### Półfinały
11.10 Białystok Lowlanders 38:7 Kraków Knights

12.10 Fireballs Wielkopolska 14:19 Torpedy Łódź

#### Finał
19.10 Białystok Lowlanders 20-0 Torpedy Łódź

### Medaliści
1. Zwycięzcą sezonu 2008 PLFA II została drużyna Białystok Lowlanders uzyskując awans do Polskiej Ligi Futbolu Amerykańskiego.
2. Torpedy Łódź (awans do baraży o awans do PLFA I)
3. 1.KFA Fireballs Wielkopolska, Kraków Knights

## Baraże oPLFA 2009
8.11 Kozły Poznań 22:0 Torpedy Łódź
Dzięki zwycięstwu w finale, Białystok Lowlanders zapewnił sobie awans do rozgrywek Polskiej Ligi Futbolu Amerykańskiego w sezonie 2009.